# João Vaz Corte Real
João Vaz Corte-Real (Faro, ca. 1420 - Angra do Heroismo, 1496) fue un navegante portugués del siglo XV, ligado al descubrimiento de la Terra Nova do Bacalhau (literalmente, Tierra Nueva del Bacalao), que algunos suponen era la isla de Terranova, alrededor del año 1472. Además de esto, se especula que Corte-Real habría organizado otros viajes hacia la costa de América del Norte, explorando las orillas del río Hudson y del San Lorenzo, y la península del Labrador.

## Biografía
Se sabe que a João Vaz Corte-Real se le concedió la isla de São Jorge en el archipiélago de las islas Azores en 1472, que mantuvo hasta 1474, cuando Beatriz de Portugal le nombró capitán-donatario de Angra, en la isla Terceira. Desde 1483, fue también capitán-donatario de la isla de San Jorge.

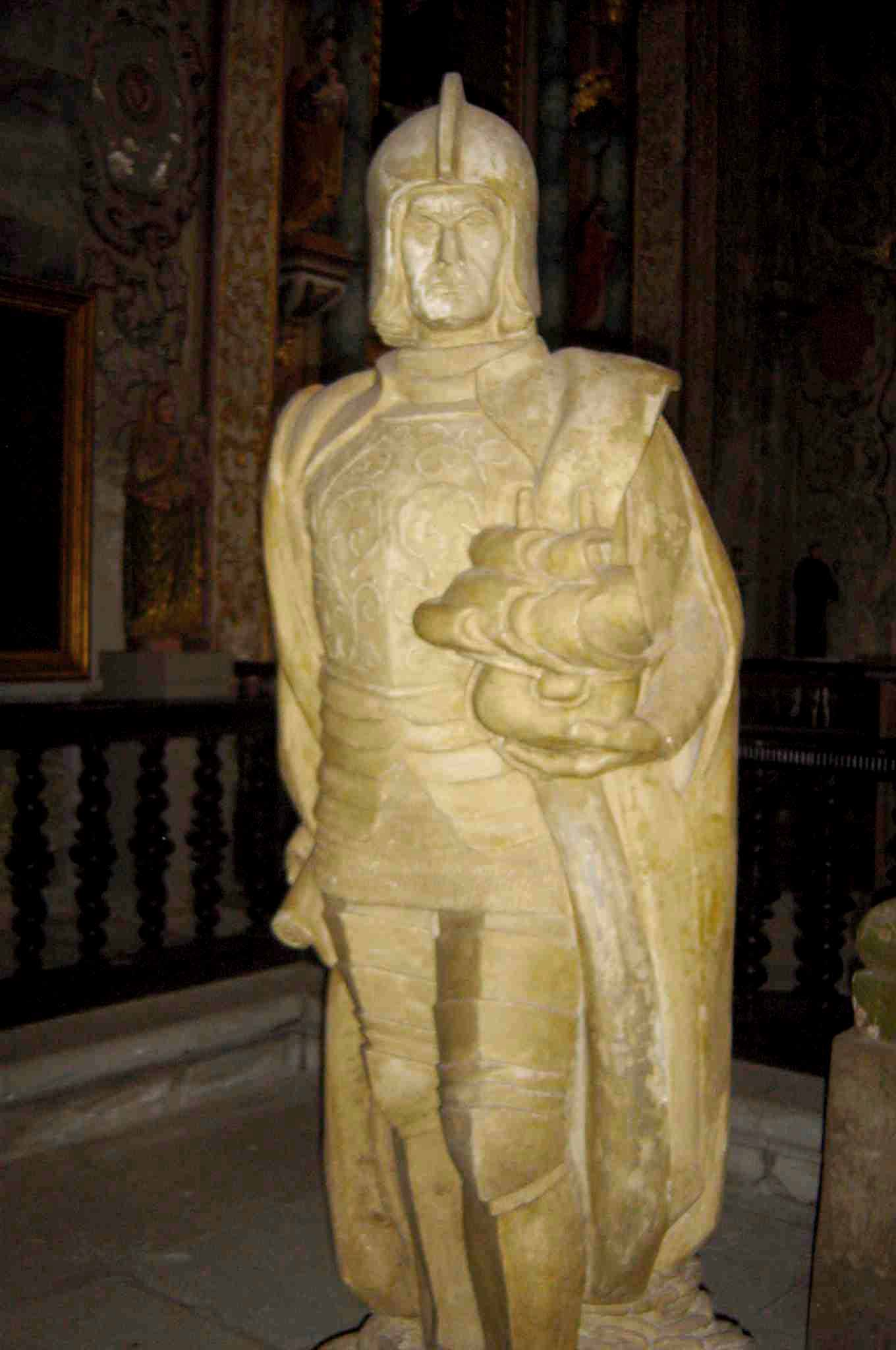
Estatua de João Vaz Corte-Real en el Museo de Angra do Heroísmo, ilha Terceira, Azores

La afirmación de que habría descubierto Terra Nova do Bacalhau (literalmente, «Tierra Nueva del Bacalao») fue realizada por Gaspar Frutuoso en su libro Saudades da Terra, en torno a 1570-1580. Se especula que esta isla, no identificada de ningún otro modo, podría ser Terranova. Frutuoso afirmó además que a Corte-Real se le concedió parte de la isla Terceira debido a ese descubrimiento. Esto contrasta con su concesión contemporánea, que no dice nada acerca de ningún descubrimiento, pero explica su subvención con «los gastos que había incurrido» y «servicios prestados». La obra de Frutuoso es considerada por muchos historiadores como generalmente llena de errores. No obstante, la posibilidad de tal viaje no se cuestiona, pero debido a la falta de corroboración de las pruebas, el descubrimiento sigue siendo especulativo.

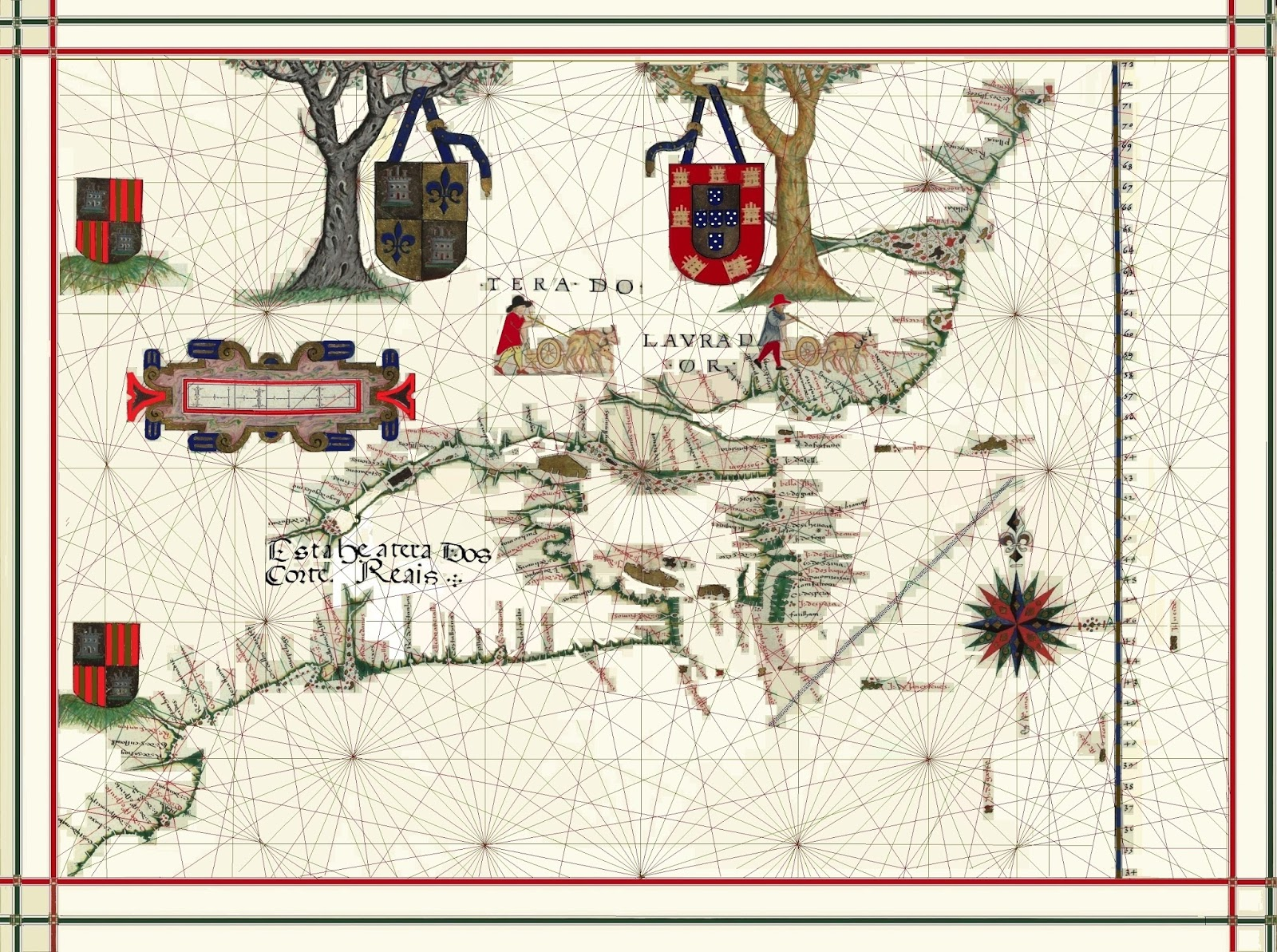
Atlas Universal de Fernão Vaz Dourado (1571), con la inscripción en portugués: "Esta es la tierra de los Corte Real".

Corte-Real tuvo siete hijos, tres de ellos navegantes audaces: Gaspar Corte-Real, Miguel Corte-Real y Vasco Anes Corte-Real, de quien algunos dicen que lo habría acompañado en su viaje. Hay alguna evidencia fragmentaria que sugiere que la expedición fue una empresa conjunta entre los reyes de Portugal y Dinamarca, y que Corte-Real estuvo acompañado por los marinos Didrik Pining, noruego, y Hans Pothorst, danés, así como por John Scolvus (posiblemente un navegante semilegendario).
Sus hijos continuaron el espíritu de aventura de su país: el más joven, Gaspar, hizo su primer viaje en 1500 a isla de Terranova (New Found Land) llamada Tierra de Corte-Real; en 1501 partió de nuevo en una segunda expedición al continente americano y nunca regresó. Su otro hijo, Miguel, partió a su vez en 1502 en busca de su hermano y tampoco fue visto nunca más. Vasco Anes quiso ir en busca de sus hermanos, pero el rey no le dio su permiso, dejándolo en su país como capitán-donatario, en sucesión de su padre en el cargo.

### Relaciones familiares
João Vaz Corte-Real fue hijo de Vasco Anes Corte-Real y de Maria da Barca y se casó con María Abarca, con quien tuvo siete hijos: 
- Vasco Anes Corte-Real, alcaide mayor de Tavira, nacido en 1465, casado con Joana Pereira;
- Miguel Corte-Real (c. 1450 – tal vez en 1502) casado con Isabel de Castro;
- Gaspar Corte-Real;
- Joana Vaz Côrte-Real, nacida en 1465, casada dos veces, la primera con Rui Dias Pacheco y la segunda con Guilherme Moniz Barreto;
- Iria Côrte-Real nacida en 1440 casada con Pedro Goes da Silva;
- Lourenço Vaz Corte-Real casado con Bárbara Pereira;
- Isabel Corte-Real, casada con Jacob de Utra.

## El secreto en la época del descubrimiento
Alrededor de 1418 el Infante Don Enrique dio vida y aliento al gran deseo de los portugueses de procurarse fama y fortuna descubriendo nuevas tierras en un mundo que era entonces vastamente desconocido. Otras naciones, que más tarde compitieron con los portugueses en la colonización, estaban ocupadas en ese momento con graves problemas internos. Aprovechando la distracción, y, en gran secreto, se desarrolló un gran esfuerzo que tuvo como resultado el descubrimiento de la mayoría de las tierras del mundo por los navegantes portugueses. Debido a este gran secreto, necesario en ese momento, la historia actual presenta importantes lagunas que muchos investigadores están tratando con diligencia de solventar. Una de ellas es: «¿Quién fue el primer navegante en descubrir Canadá? ¿y América?»
Hoy comienza a ser aceptado por algunos que tal vez João Vaz Corte-Real podría ser considerado como el segundo europeo que llegó a la costa americana (por detrás de Leif Erikson) por lo menos veinte años antes de Cristóbal Colón.

## La piedra Dighton

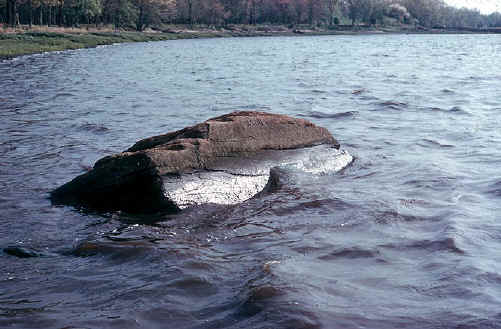
La roca Dighton en el río Taunton, antes de ser removida para el Museo en 1963

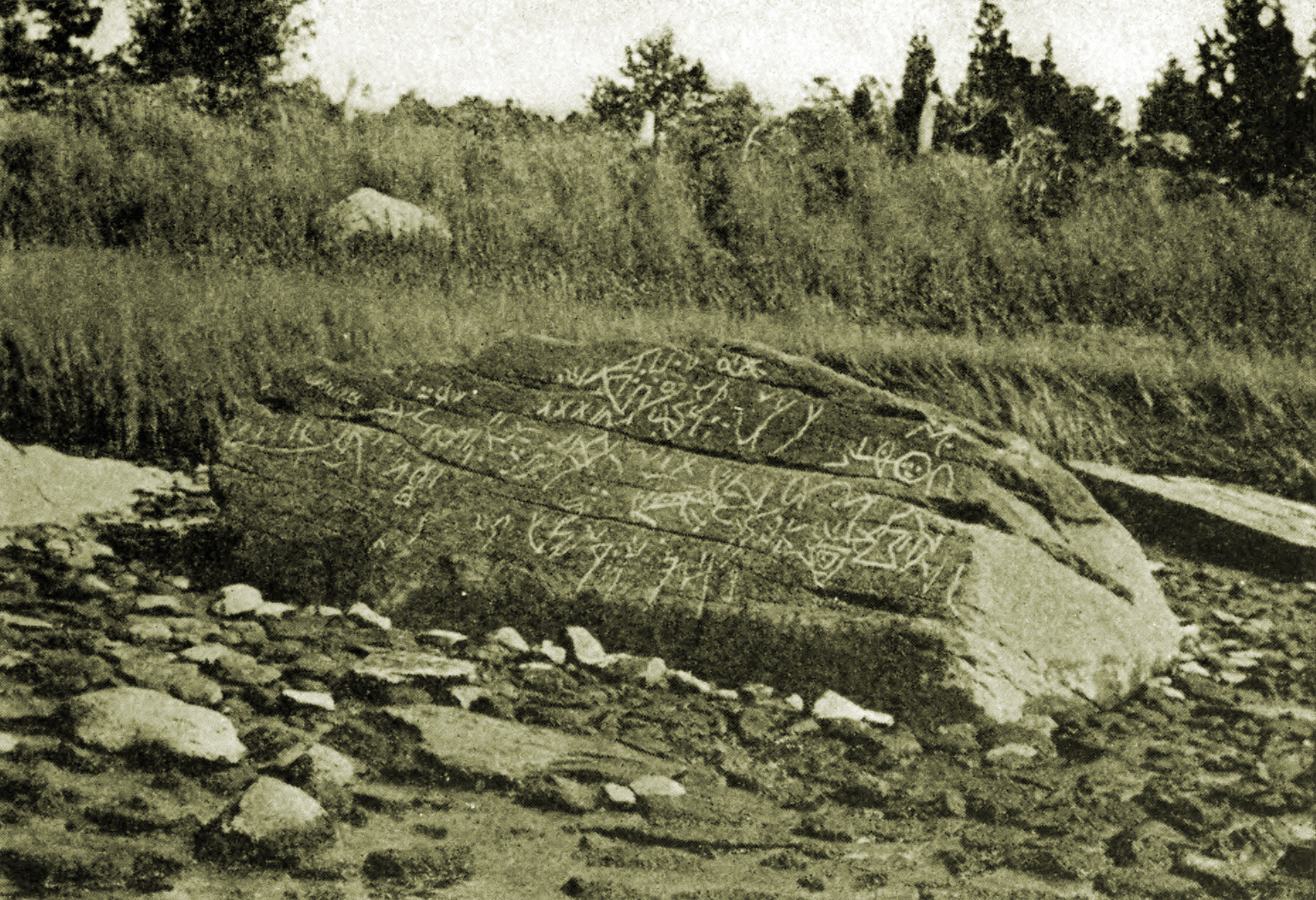
La roca Dighton, fotografiada en 1893, mostrando los petroglifos.

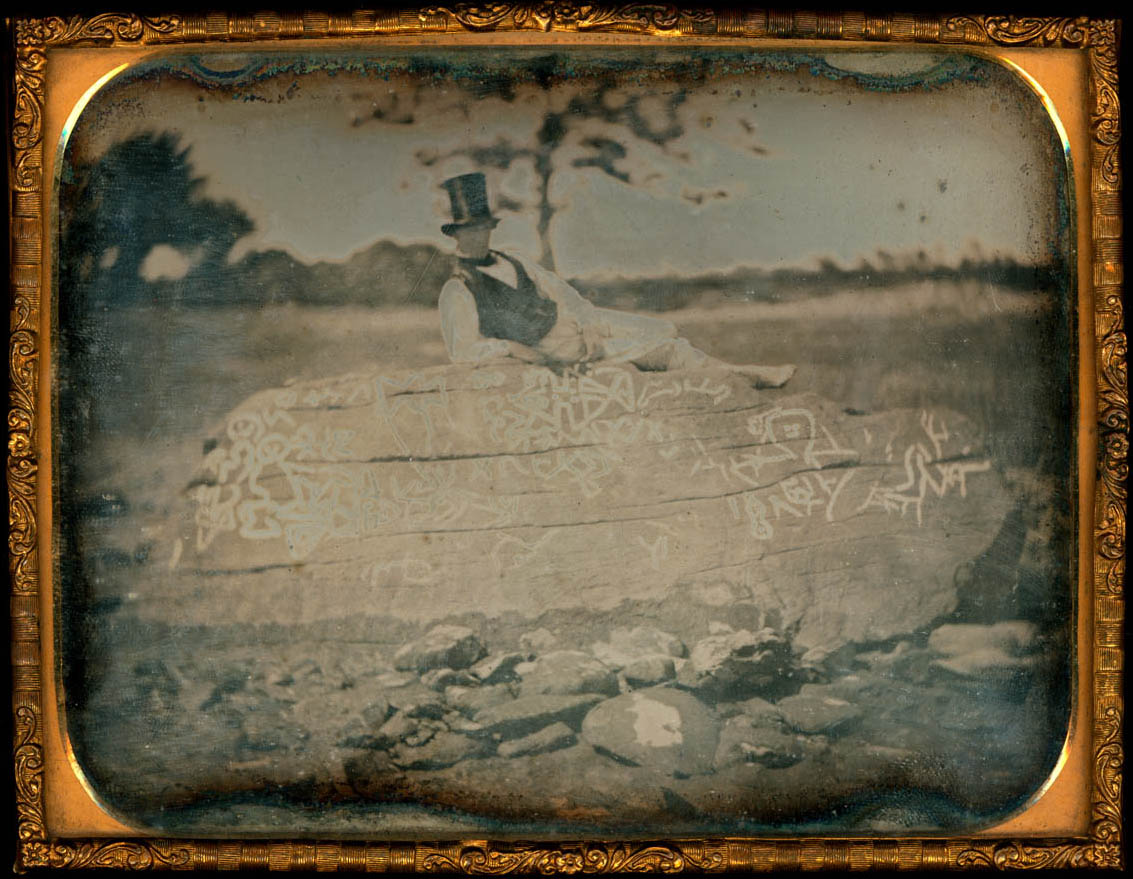
Seth Eastman en la roca Dighton (ca. 1853)

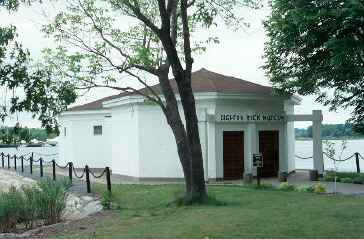
El pabellón del museo

La conocida como Dighton Rock, es una gran roca (1,5 m de alto, 2,9 m de ancho y 3,4 m de largo, con un peso de unas 40 toneladas) que se encontraba en el río Fall, en Massachusetts, de la que ya en 1680 se sabía que tenía petroglifos (el reverendo John Danforth hizo unos dibujos en su diario). Se han hecho muchas hipótesis sobre sus probables autores: indígenas de Norteamérica, la más probable y comúnmente aceptada; noruegos, una teoría avanzada por Carl Christian Rafn en su obra Antiquitates Americanæ (1837); portugueses, propuesta en 1912 por Edmund Delabarre; y últimamente, en 2004, chinos (hipótesis de 1421), propuesta por el escritor inglés Gavin Menzies en su libro 1421: The Year China Discovered America (2002).
En 1918, Edmund Delabarre, de la Universidad de Brown, dejó constancia de que había encontrado una inscripción y escribió (en inglés): «Vi con claridad, y sin lugar a dudas, la fecha de 1511. Nadie hasta la fecha la ha visto ni detectado en la piedra, o en fotografía, pero una vez vista, su presencia real no se puede negar».
Un médico luso-estadounidense, el Dr. Manuel Luciano da Silva, que como historiador e investigador aficionado, también vio y reconoció más tarde la roca en el río, la consideró como una prueba largamente ignorada de que Miguel Corte-Real había estado allí en 1511. Esta prueba son varios escudos en V con cruces idénticas a las utilizadas en las velas de las naos y carabelas portuguesas:
MIGUEL Cortereal

V. DUX DEI IND HIC.

1511.

Manuel Luciano da Silva entendió la importancia de este descubrimiento y se convirtió en su moderno paladín, dedicando muchos años de su vida, su considerable influencia y gran parte de su dinero para que la roca Dighton fuera conservada y reconocida como testigo de los hechos históricos. Una vez grabada, la piedra de Dighton estuvo más de 450 años sometida a la acción de los vientos y las mareas. La erosión fue tremenda y la piedra estaba en muy mal estado: cuando la marea subía, cubría casi por completo la roca y, siempre que bajaba, ésta quedaba expuesta a las arenas que llevaban los vientos y que la desgastaban. En invierno, el hielo; en el verano, el sol; y siempre las olas, e incluso los seres humanos que garabatearon cosas allí.
En noviembre de 1952, la «Miguel Corte Real Memorial Society» de Nueva York adquirió unos 200.000 m² de terreno adyacente a la roca para crear un parque. Sin embargo, en 1951 la legislatura de Massachusetts había expropiado la misma superficie para crear un parque estatal. Se adquirió más terreno (Dighton Rock State Park tiene ahora un área de 400.000 m²). En 1963, durante la construcción de una presa, los funcionarios estatales retiraron la roca del río para su conservación. Y finalmente en 1973, a instancias de da Silva, la roca fue felizmente conservada: se construyó un pabellón octogonal para albergarla y hoy es el Museo de Dighton Rock, que luego se convirtió en parque estatal (Dighton Rock State Park) y los alrededores de Dighton Rock han sido embellecidos y amueblados con aparcamiento e instalaciones para pícnic. En 1980, el lugar fue inscrito en el Registro Nacional de Lugares Históricos (NRHP).
Da Silva ha escrito dos libros y numerosos artículos, y ha realizado cientos de conferencias para difundir esta información.